# 1131 w literaturze
Wydarzenia literackie w 1131 roku.

## Zmarli
- Omar Chajjam, perski matematyk i poeta (ur. 1048)